# 민병초
민병초(閔炳楚, 1941년 11월 8일~)는 대한민국의 정치인이다. 제11대 국회의원을 지냈다. 본관은 여흥(驪興)이며 호(號)는 양촌(陽村)이다.

## 학력
- 목포중학교 졸업
- 중앙고등학교 졸업
- 연세대학교 영어영문학과 학사

### 비학위 수료
- 서울대학교 행정대학원 국가정책과정 13기 수료

## 경력
- 한국청년회의소(JC) 전남지구 부회장
- 한국청년회의소(JC) 중앙회 정신혁명추진위원장
- 제11대 국회의원(민주한국당, 전남 해남군·진도군)
- 민주한국당 정치훈련원 부원장
- 민주한국당 농수산분과위원회 위원장
- 민주한국당 중앙상위 부의장
- 민추협 상임운영위원
- 민주당 중앙청년위 부위원장
- 평화민주당 창당발기인
- 대영산업 회장
- 제철화학 대표이사 회장
- 제철유화 대표이사 회장
- 국민자산신탁(주) 대표이사 취임
- 열린우리당 특임고문

## 역대 선거 결과
|  | 22.20% |

|  | 13.85% |

|  | 39.73% |